# 萨伦布尔
萨伦布尔（Salempur）是印度北方邦Deoria县的一个城镇。总人口16906（2001年）。

## 人口
该地2001年总人口16906人，其中男性8805人，女性8101人；0—6岁人口2749人，其中男1462人，女1287人；识字率65.13%，其中男性为73.87%，女性为55.64%。